# Child of God (película)
Child of God es una película de drama criminal estadounidense de 2013 coescrita y dirigida por James Franco, y protagonizada por Scott Haze, basada en la novela del mismo nombre escrita por Cormac McCarthy. Fue seleccionada para serproyectada en la competencia oficial en el 70.º Festival Internacional de Cine de Venecia y fue una selección oficial del Festival Internacional de Cine de Toronto de 2013. La película se estrenó en los Estados Unidos en el 51° Festival de Cine de Nueva York y luego se proyectó en el Festival de Cine de Austin de 2013.

## Argumento
Ambientada en el montañoso Condado de Sevier, Tennessee, en la década de 1950, Child of God cuenta la historia de Lester Ballard. Ballard es un hombre violento y desposeído a quien el narrador describe como "un hijo de Dios muy parecido a ti quizás". La vida de Ballard es un intento desastroso de existir fuera del orden social. Sucesivamente privado de padres y hogares, y con pocos otros lazos, Ballard desciende literal y figurativamente al nivel de un habitante de las cavernas, a medida que cae más profundamente en la locura, el crimen y la degradación.

## Reparto
- Scott Haze como Lester Ballard
- Tim Blake Nelson como el sheriff Fate
- James Franco como Jerry
- Jim Parrack como diputado Cotton
- Fallon Goodson como Girly
- Vince Jolivette como Ernest
- Brian Lally como John Greer
- Boyd Smith como el Sr. Fox

## Producción
El 14 de septiembre, James Franco anunció en el Festival Internacional de Cine de Toronto de 2011 que iba a dirigir una adaptación de la tercera novela Hijo de Dios de Cormac McCarthy.
En enero de 2012, se anunció que Scott Haze había firmado para interpretar a Lester Ballard, el protagonista de la película. También se anunció que Tim Blake Nelson y Jim Parrack se habían inscrito para interpretar al Sheriff Fate y al diputado Cotton, respectivamente. La producción de la película comenzó el 31 de enero de 2012 en Virginia Occidental.